# Fiorino delle Antille Olandesi
Il fiorino (in olandese gulden, al plurale gulden) è stata la valuta di Curaçao e Sint Maarten (Parte delle Antille Olandesi fino al 2010) fino al 31 marzo 2025, quando è stata rimpiazzata dal nuovo Fiorino caraibico. Il fiorino era suddiviso in 100 cent (plurale cent).

## Storia
Nel XVIII secolo nelle Antille Olandesi era usato il fiorino olandese (gulden). Questa moneta fu sostituita nel 1794 da un'emissione di monete specifica per i possedimenti olandesi nelle Indie Occidentali. In questo periodo il fiorino olandese era diviso in 20 stuiver.
Tra il 1799 ed il 1828, nelle isole circolò il real di Curaçao con un rapporto di 1 reaal = 6 stuiver o 3⅓ reaal = 1 gulden (fiorino). Il fiorino olandese fu reintrodotto nel 1828, ora suddiviso in 100 cent. Quando ci fu una nuova valuta specifica per l'uso nelle Antille Olandesi, fu emessa a nome di Curaçao, tramite banconote e monete espresse in valuta olandese, introdotte le prime nel 1892 e le altre nel 1900. Il nome "Antille Olandesi" (Nederlandse Antillen) fu introdotto nel 1952.
Nel 1940, in seguito all'occupazione tedesca dei Paesi Bassi, il collegamento con la valuta olandese fu interrotto e scelto un rapporto fisso con il dollaro americano di 1 dollaro = 1,88585 fiorini. Il cambio fu aggiustato a 1,79 fiorini = 1 dollaro il 1971 (come anche il Fiorino olandese).
Nel 1986 Aruba ottenne uno "status a parte" e quindi lasciò le Antille Olandesi. Poco dopo Aruba iniziò ad emettere la propria valuta, il fiorino arubano, che sostituì il fiorino delle Antille Olandesi alla pari.
In seguito alla dissoluzione delle Antille Olandesi, avvenuta il 10 ottobre 2010, il fiorino delle Antille Olandesi fu sostituito dal dollaro statunitense a partire dal 1º gennaio 2011 per quanto riguarda le isole di Bonaire, Saba e Sint Eustatius. Le rimanenti due isole (Curaçao e Sint Maarten, assurte al rango di nazioni costitutive del Regno dei Paesi Bassi) invece decisero di creare una nuova valuta comune, comunque legata al dollaro statunitense.
In tal senso infine, il 31 marzo 2025, in attuazione della decisione ufficiale del 2020 della Banca Centrale responsabile per le due entità, già posticipata varie volte per colpa di contingenze esterne, la valuta è stata rimpiazzata ufficialmente dal nuovo Fiorino caraibico (Cƒ), sebbene sia stato predisposto un periodo di transizione fino al 30 giugno dello stesso anno.

## Emissione

### Monete
Nel 1794 furono emesse monete d'argento per l'uso nelle Indie occidentali olandesi con valori di 2 stuiver, ¼, 1 e 3 fiorini. Dopo la reintroduzione del fiorino olandese nel 1828, alcuni pezzi da 1 fiorino furono tagliati in quattro e controstampati con una "C" nel 1838 per produrre monete da ¼ di fiorino.
Nel 1900 e nel 1901 furono introdotte monete d'argento da 1/10 e ¼ di fiorino che circolarono accanto alle monete olandesi. In seguito alla separazione della valuta delle Antille Olandesi da quella olandese nel 1942 fu introdotta una moneta di bronzo da 1 cent, seguita da una in cupro-nichel da 5 cent nel 1943. Monete di bronzo da 2½ cent e d'argento da 1 e 2½ fiorini furono introdotte nel 1944.
Dal 1952 apparve sulle monete la dizione "Nederlandse Antillen". Nel 1970 il nichel sostituì l'argento, anche se la moneta da 2½ fiorini non fu reintrodotta che nel 1978. Monete d'alluminio da 1 e 2½ cent furono introdotte nel 1979. Nel 1989 furono introdotte monete d'aluminio da 5 cent, in nichel-acciaio da 10, 25 e 50 cent ed acciaio color oro da 1 e 2½ fiorini. La moneta acciaio color oro da 5 fiorini seguì nel 1998.

### Banconote
Nel 1892 la Curaçaosche Bank introdusse banconote in tagli da 25 e 50 centen e da 1 e 2½ fiorini. Questa è stata l'unica emissione di banconote in centen. Nel 1900 seguirono banconote da 5, 10, 25, 50, 100, 250 e 500 fiorini. Le banconote da 1 e 2½ fiorini furono sospese dopo il 1920 ma reintrodotte dal governo nel 1942 come muntbiljet (biglietti-moneta).
Dal 1954 l'espressione "Nederlandse Antillen" apparve sul rovescio della banconote della Curaçaosche Bank e dal 1955, il muntbiljet (solo 2½ fiorini) fu emesso a nome del Nederlandse Antillen. Nel 1962 il nome della banca fu cambiato in Bank van de Nederlandse Antillen. Nel 1970 fu fatta un'altra emissione di muntbiljet nei tagli di 1 and 2½ fiorini. La banconota da 500 fiorini non è stata più emessa dopo il 1962.